# Rhipiceridae
Rhipiceridae jsou čeleď brouků v nadčeledi Elateroidea. V čeledi je zařazeno asi 50 dosud poznaných druhů.

## Taxonomie
- rod Arrhaphipterus Schaum, 1862
  - Arrhaphipterus dioni Chobaut, 1896
  - Arrhaphipterus larclausei Reitter, 1894
  - Arrhaphipterus olivetorum Kraatz, 1859
  - Arrhaphipterus schelkovnikovi Reitter, 1893
- rod Chameorhipis Latreille, 1834
- rod Ptiocerus Castelnau, 1834
- rod Rhipicera
- rod Sandalus Knoch, 1801